# Лира, Николай де
Николай де Лира (лат. Nicolaus de Lyra; фр. Nicolas de Lyre; 1270, Ла-Вей-Лир — 23 октября 1349, Париж) — французский средневековый церковный деятель, богослов, проповедник и толкователь Библии, преподаватель, один из крупнейших духовных писателей и комментаторов своего времени, посвятивший делу написания толкований и комментариев к Библии более сорока лет.

## Биография
По некоторым данным, происходил из еврейской семьи, принявшей крещение, однако современные историки считают это вымыслом и связывают происхождение легенды с его хорошим знанием иврита. Известно, что в 1291 году он стал монахом ордена францисканцев, жил в монастыре Вернёй-сюр-Авр. Вскоре был направлен в Париж для изучения богословских наук, в 1307 году получил степень бакалавра, в 1308 году — магистра. В 1309 году стал доктором Сорбонны, с 1319 по 1324 год — провинциальным министром (священником) Франции (Иль-де-Франс, северной Пикардии и Шампани), затем на той же должности в Бургундии. В 1310 году принимал активное участие в процессе поэтессы Маргариты Поретанской. В 1330 году переехал в Париж, где до конца жизни занимался богословскими исследованиями, в первую очередь вопросами блаженного видения — совместно с двадцатью восемью другими богословами по приказу короля Филиппа IV Красивого.
Составил первый полный комментарий ко всем книгам Ветхого и Нового Завета в форме бесед («Postilla litteralis super totam Bibliam» — «Подробные изложения всей Библии», от лат. post illa — «после сих»; написано в период между 1322 и 1331 годами), широко пользуясь в толковании Ветхого Завета сочинениями еврейской литературы. Написал также толкование Св. Писания практическое, нравоучительное, позже переделанное в беседы, — «Postilla moralis seu mystica» (1339). Оба этих сочинения стали одними из первых печатных книг в Европе и впоследствии издавались несколько раз (в том числе в 1511 году в Париже на французском языке) и на протяжении столетий служили необходимым пособием для богословов и проповедников, что привело к появлению поговорки «nisi Lyra lyrasset, totus mundus delyrasset» (не играла бы Лира, весь мир бы безумствовал), которую Мартин Лютер, на которого труды Лиры тоже оказали большое влияние и который в своих постиллах (проповедях) многое заимствовал из его сочинений, заменил фразой «si Lyra non lyrasset, Lutherus non saltasset» (не играла бы Лира, не плясал бы Лютер).

## Переводы на русский
- Доказательство пришествия Христа = Probatio adventus Christi / Николай де Лира; пер. с лат. на церковнославянский: Дмитрий Герасимов; пер. на рус., предисл., аналитический обзор, указ. слов и словоформ: Е. В. Федорова. — Москва : Просветитель, 1999. — 283 с.